# Ratpenat de cova
|  | Per a altres significats, vegeu «Ratpenat de cova de Schreibers». |

Els ratpenats de cova (Miniopterus) són un gènere de ratpenats. És l'únic membre de la família dels minioptèrids (Miniopteridae), que anteriorment eren classificats com a subfamília dels vespertiliònids.